# 팔라독
팔라독(영어: Paladog)은 fazecat의 김진혁이 개발한 비디오 게임이자 디펜스 게임이다. 한국 앱스토어 8주 연속 1위라는 경이로운 기록을 보유하며 이미 아이폰 고객들의 큰 사랑을 받아온 '팔라독'은 백마를 탄 강아지영웅(paladin+dog)이 스킬 성장 시스템, 20가지의 마법아이템을 가지고 적군의 공격을 방어하는 게임 앱이다. 영국 웹진 포켓 게이머 9/10점 획득, 한국 게임 최초 골든 어워드 수상하였으며, 2011년 2월 해외 애플 앱스토어 What's HOT , NEW & NOTEWORTHY에 선정되었다.

## 시나리오
아주 먼 미래에 인간의 욕심에 의해 지구는 점점 생명을 잃어갔고 참다 못한 신들은 결국 인간을 멸망시키게 되었다. 신들은 그동안 인류에게 고통받던 동물들에게 문명을 이룰 수 있는 지능을 갖게 하였다. 동물들은 신을 섬기고 평화로운 나날을 보내며 1000년의 세월이 흘렀다. 동물들은 인간들과 달리 순수하고 평화로웠다. 악마들은 더 이상 자신들 힘의 원천인 약한 영혼을 구할 수 없게 되자 전쟁을 일으킨다. 악마들은 인간을 언데드로 부활시켜 공격해왔고 평화에만 익숙했던 동물들은 속수무책으로 당할 수밖에 없었다. 모두가 희망을 포기할 무렵 동물 왕국의 평화를 위해 한 팔라딘이 일어서는데... 그의 이름이 팔라독(paladog)이다.

## 팔라독과 유닛 동물들의 뒷이야기
- 스트리트 파이터 마우스는 불량배 생활을 청산하고 치즈 공장을 세워 동물 왕국 최고의 치즈를 생산하게 되었다.
- 레빗 훗은 전쟁으로 불타버린 숲을 복원하기 위해 나무를 심으며 기분좋은 땀을 흘리게 되었다.
- 궁전 곰 기사는 두 번 다시 전쟁이 일어나지 않도록 매일매일 수련을 하기로 하였다.
- 캥거루 로키는 더욱더 강한 적을 찾기 위해 또다시 여행을 떠났다.
- 디펜시브 터틀은 자신의 고향인 바다로 돌아가 다른 바다생물들에게 자신의 모험담을 들려주었다.
- 캐리비안 몽키 해적은 전쟁의 보상으로 받은 보물지도를 가지고 전설의 보물을 찾기 위한 항해를 떠났다.
- 엘리트 라이노는 자신의 호전적인 성격을 고치기 위해 정신수행을 시작하였다.
- 펭귄 위자드는 아이스 메이스를 내려놓고 다시 학업에 전념하기로 하였다.
- 핑크 드래곤은 동물 왕국에서의 모험을 끝내고 용들의 나라로 돌아갔다.
- 그리고 팔라독은 아름다운 공주와 결혼해서 여섯 마리의 아들과 다섯 마리의 딸을 낳고 오래오래 행복하게 살았다.

## 게임 특징
게임 특징은 다음과 같다.
- 히어로를 직접 조종해서 전투를 수행가능
- 전투를 유리하게 이끌 수 있는 오오라 시스템
- 히어로의 스킬성장 시스템
- 히어로가 장비할 수 있는 20가지 마법 아이템
- 전투를 수행하는 9종의 개성 강한 아군 유닛
- 다양한 패턴을 가진 60 여종의 적군 유닛과 보스
- 일반 베틀/미니게임 3종/보스전으로 구성 된, 120 스테이지
- 만화와 같은 부드러운 캐릭터 애니메이션
- 유저 성향에 따른 잔혹표현 삭제 옵션
- 일반 모드 레벨 제한 200 추가 스테이지는 없음(1.03 이전 버전에 비하여)
- 서바이벌 모드 스테이지는 무한하며 레벨 제한은 999